# 比弗大樓

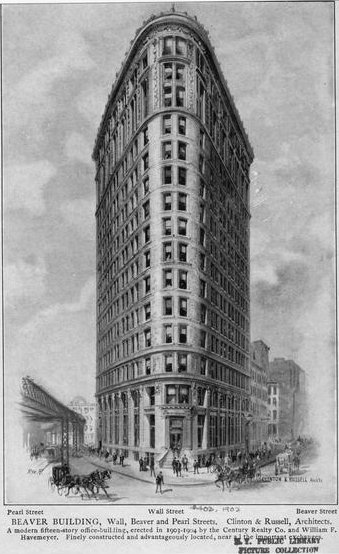
比弗大樓

比弗大樓（The Beaver Building），又稱1 Wall Street Court，是位於曼哈頓金融區的一座摩天大樓，曾是紐約可可交易所的辦公地點。比弗大樓由克林頓和羅素公司設計，竣工於1904年，共有15層。現在該建築是一棟高級公寓。

## 外部連結
- 维基共享资源上的相關多媒體資源：比弗大樓
- New York City Landmarks Preservation Commission report on the Beaver Building
- Emporis: Cocoa Exchange （页面存档备份，存于）